# Monika Bergmann
Monika Bergmann (Lam, 17 aprile 1978) è un'ex sciatrice alpina tedesca.
Nelle liste FIS è registrata anche come Monika Bergmann-Schmuderer.

## Biografia

### Stagioni 1995-1997
Specialista delle prove tecniche nata a Lam e originaria di Bad Kötzting, Monika Bergmann iniziò a partecipare a gare FIS nel dicembre del 1994; in Coppa Europa esordì il 5 gennaio 1995 a Tignes, classificandosi 59ª in discesa libera, e colse il primo podio il 28 gennaio 1996 a Krieglach piazzandosi 3ª in slalom speciale, specialità nella quale poco più di un mese dopo vinse la medaglia d'argento ai Mondiali juniores di Hoch-Ybrig.
Il 28 dicembre 1996 disputò a Semmering la sua prima gara di Coppa del Mondo, senza concludere lo slalom speciale in programma, e il 26 febbraio successivo si laureò campionessa del mondo juniores nella discesa libera in occasione della rassegna iridata giovanile di Schladming.

### Stagioni 1998-2003
Nel 1998 esordì ai Giochi olimpici invernali, classificandosi 9ª nello slalom speciale e 12ª nella combinata a Nagano 1998, e vinse la sua ultima medaglia iridata juniores, l'argento nello slalom speciale a Monte Bianco 1998, mentre nel 1999 debuttò ai Campionati mondiali: a Vail/Beaver Creek fu 32ª nella discesa libera e non completò lo slalom speciale. Il 7 dicembre dello stesso anno vinse a Haute-Nendaz la sua prima gara di Coppa Europa, uno slalom speciale.
Ottenne il suo primo podio in Coppa del Mondo piazzandosi al 2º posto nello slalom speciale di Lienz del 29 dicembre 2001 giungendo, a pari merito con la statunitense Kristina Koznick, alle spalle della svedese Anja Pärson con un distacco di cinque centesimi; nella stessa stagione ai XIX Giochi olimpici invernali di Salt Lake City 2002 si classificò 6ª nello slalom speciale e non concluse lo slalom gigante, mentre l'anno dopo ai Mondiali di Sankt Moritz 2003 fu 13ª nello slalom speciale.

### Stagioni 2004-2009
Nella stagione 2003-2004 in Coppa Europa vinse la classifica di slalom speciale, mentre nel 2005 salì per l'ultima volta sul podio in Coppa del Mondo, 9 gennaio a Santa Caterina Valfurva in slalom speciale (3ª), e partecipò ai Mondiali di Bormio/Santa Caterina Valfurva, dove conquistò la medaglia d'oro nella gara a squadre, si piazzò 15ª nella combinata e non completò lo slalom speciale.
Nella stagione 2005-2006 ottenne il suo ultimo podio in Coppa Europa vincendo il KO slalom di Bottrop del 7 novembre e partecipò alle sue ultime Olimpiadi: a Torino 2006 si piazzò 16ª sia nello slalom speciale, sia nella combinata. Nella sua ultima presenza iridata, Åre 2007, si classificò 6ª nello slalom speciale; il 13 marzo di due anni dopo disputò nella medesima località svedese anche la sua ultima gara in carriera, lo slalom speciale di Coppa del Mondo che chiuse al 17º posto.

## Palmarès

### Mondiali
- 1 medaglia:
  - 1 oro (gara a squadre a Bormio/Santa Caterina Valfurva 2005)

### Mondiali juniores
- 3 medaglie:
  - 1 oro (discesa libera a Schladming 1997)
  - 2 argenti (slalom speciale a Hoch-Ybrig 1996; slalom speciale a Monte Bianco 1998)

### Coppa del Mondo
- Miglior piazzamento in classifica generale: 16ª nel 2004
- 6 podi (tutti in slalom speciale):
  - 2 secondi posti
  - 4 terzi posti

### Coppa Europa
- Miglior piazzamento in classifica generale: 7ª nel 2001
- Vincitrice della classifica di slalom speciale nel 2004
- 18 podi (1 in slalom gigante, 16 in slalom speciale, 1 in KO slalom):
  - 9 vittorie
  - 7 secondi posti
  - 2 terzi posti

#### Coppa Europa - vittorie
| Data             | Località         | Paese      | Specialità |
| ---------------- | ---------------- | ---------- | ---------- |
| 7 dicembre 1999  | Haute-Nendaz     | Svizzera   | SL         |
| 24 febbraio 2001 | Rogla            | Slovenia   | SL         |
| 14 marzo 2001    | Piancavallo      | Italia     | SL         |
| 15 gennaio 2003  | Adelboden        | Svizzera   | SL         |
| 22 dicembre 2003 | Passo del Tonale | Italia     | SL         |
| 10 gennaio 2004  | La Plagne        | Francia    | SL         |
| 22 febbraio 2004 | Krompachy        | Slovacchia | GS         |
| 17 febbraio 2005 | Pal              | Andorra    | SL         |
| 7 novembre 2005  | Bottrop          | Germania   | KO SL      |

Legenda:

GS = slalom gigante

SL = slalom speciale

### Nor-Am Cup
- Miglior piazzamento in classifica generale: 32ª nel 2006
- 1 podio:
  - 1 vittoria

#### Nor-Am Cup - vittorie
| Data             | Località    | Paese       | Specialità |
| ---------------- | ----------- | ----------- | ---------- |
| 30 novembre 2005 | Winter Park | Stati Uniti | SL         |

Legenda:

SL = slalom speciale

### Campionati tedeschi
- 7 medaglie[2]:
  - 5 ori (slalom speciale nel 2004; slalom speciale nel 2005; slalom speciale nel 2006; slalom speciale nel 2007; slalom speciale nel 2008)
  - 2 argenti (slalom speciale nel 2002; discesa libera nel 2004)